# Piercia eviscerata
Piercia eviscerata là một loài bướm đêm trong họ Geometridae.